# Tubo refrigerante (química)

Dos tipos diferentes de tubo refrigerante o condensador se muestran en la figura: un condensador Vigreux se emplea como columna de fraccionamiento a la izquierda, y un condensador Liebig enfría los vapores para convertirlos en líquido, a la derecha.

Un tubo refrigerante o condensador es un aparato de laboratorio, construido en vidrio, que se usa para condensar los vapores que se desprenden del matraz de destilación, por medio de un líquido refrigerante que circula por este, usualmente agua.

## Estructura
Consta de dos tubos cilíndricos concéntricos. Por el tubo interior circulan los vapores que serán condensados. Por el tubo exterior circula el líquido de refrigeración. Los extremos del tubo de cristal interior están generalmente provistos de juntas de vidrio esmerilado, para que puedan ajustarse fácilmente con otros artículos de vidrio. El extremo superior se puede dejar abierto a la atmósfera, o ventilados a través de un burbujeador, o un tubo de secado para evitar la entrada de agua u oxígeno.
El tubo de vidrio exterior por lo general tiene dos conexiones donde se ajustan mangueras de neopreno o caucho, de entrada y salida del líquido refrigerante (generalmente agua del grifo o agua enfriada con una mezcla anticongelante) que pasa a través de él. Para una máxima eficiencia, y para mantener un gradiente térmico suave y dirigido correctamente que minimice el riesgo de choque térmico del tubo de vidrio interior, el líquido refrigerante por lo general (aunque no necesariamente; ver "condensador Allihn" más abajo) entra a través de la conexión inferior, y sale por la conexión superior. El mantenimiento de un gradiente térmico correcto (es decir, la entrada del refrigerante por el punto más frío) es el factor crítico. Se pueden conectar en serie varios condensadores múltiples.
El líquido refrigerante, por lo general agua, tiene que estar constantemente circulando en sentido contrario a los gases que circulan a través del condensador; para así poder tener una temperatura en la cual se pueda condensar en líquido el vapor. Normalmente, no es necesario un caudal de refrigerante elevado para mantener un correcto enfriamiento.
La ecuación que permite calcular el calor intercambiado entre el agua el vapor a condensar se da por el principio de las mezclas:
{\displaystyle Q{cedido}\ =\ -Q{ganado}}
y cada uno de estos términos sigue la definición
{\displaystyle Q\ =\ m\cdot c_{e}\cdot (t_{f}\ -\ t_{i})}
donde Q= calor intercambiado; m = masa; ce= calor específico; tf = temperatura final; ti= temperatura inicial.

## Aplicaciones

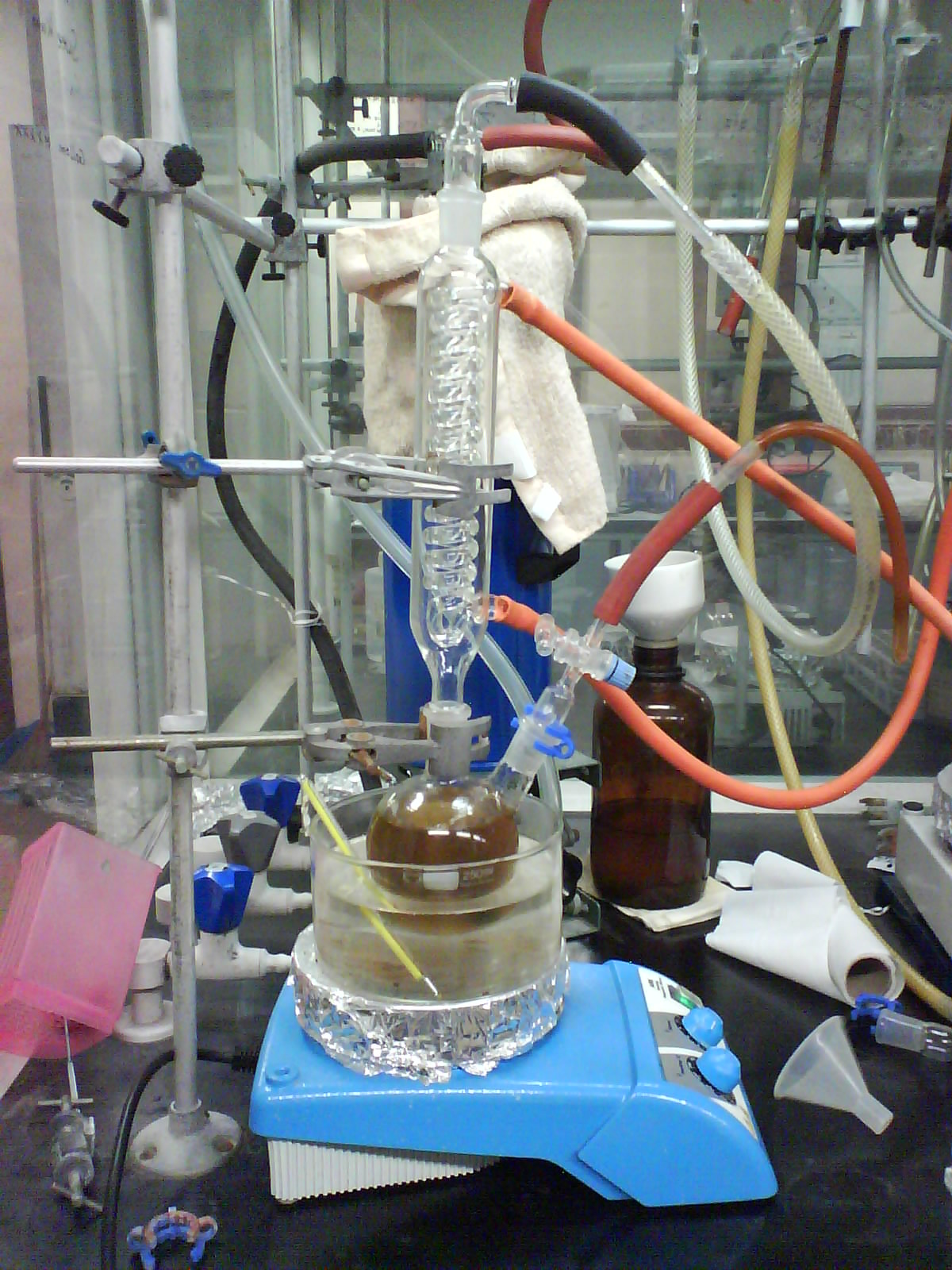
Un condensador Graham en la primera configuración se usa para prevenir que el tolueno entre en ebullición mientras está en proceso de reflujo.

Los condensadores son de uso frecuente en el reflujo, donde los vapores calientes de un disolvente líquido, que está siendo calentado en el matraz, se enfrían en el condensador y se dejan que gotee. Esto reduce la pérdida de disolvente y permite que la mezcla se caliente durante períodos prolongados.
Los condensadores se utilizan en la destilación para enfriar los vapores calientes, licuándolos en el líquido de condensación para su recogida selectiva. Por destilación fraccionada, un condensador de aire o Vigreux se utiliza generalmente para disminuir la velocidad a la que suben los vapores calientes, dando una mejor separación entre los diferentes componentes en el destilado.
Para la destilación a microescala, hay aparatos disponibles comercialmente que incluyen la vasija de calefacción y el condensador fundidos en una sola pieza. Esto reduce el volumen de retención, evitando la necesidad de juntas de vidrio esmerilado y la prevención de la contaminación por fugas de grasa y aire.

## Condensadores refrigerados por aire

### Condensador de aire
El condensador de aire es la clase más simple de condensador. Solo hay un tubo, y el calor del líquido se difunde a través del cristal, siendo enfriado por el aire exterior. Está relacionado con los modelos utilizados por los alquimistas. El condensador de aire se utiliza generalmente para destilación fraccionada y condensación de alta temperatura, y puede ser rellenado con algunos materiales, tales como cuentas de vidrio, piezas de metal, o anillos de Raschig para aumentar el número efectivo de placas.
En un condensador Liebig estándar a menudo se puede sustituir el líquido refrigerante por circulación de aire forzado.

## Condensador Vigreux

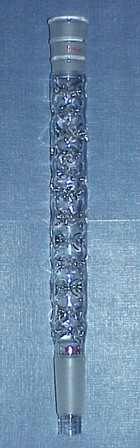
Columna Vigreux de vidrio de borosilicato con juntas de vidrio esmerilado 24/40. Los tamaños típicos son de 200 mm y 300 mm, que se refieren a la longitud de la separación efectiva o longitud de la hendidura.

Un condensador Vigreux es una modificación del condensador de aire. Por lo general se utiliza como una columna de fraccionamiento para destilación fraccionada. A diferencia de las columnas de pared recta, una columna Vigreux tiene interiormente una serie de muescas hacia abajo y que sirven para aumentar de modo importante la superficie de condensación sin aumentar la longitud del condensador. Debido a esa complejidad añadida, las columnas Vigreux también tienden a ser considerablemente más caras que los tradicionales diseños de paredes rectas. Reciben su nombre por el químico Henri Vigreux.

## Condensadores refrigerados por agua

### Condensador Liebig
El condensador de Liebig es el diseño más sencillo de condensador refrigerado por agua. El interior del tubo es recto, por lo que es más barato de fabricar. Aunque reciben el nombre de un químico alemán, el barón Justus von Liebig, no se le puede atribuir el mérito de haberlo inventado, porque ya se conocía desde algún tiempo antes. Sin embargo, parece que fue quien popularizó el dispositivo.
Los inventores de hecho, todos ellos de manera independiente, fueron el químico alemán Christian Ehrenfried Weigel en 1771, el científico francés, Pierre-Isaac Poissonnier en 1779, y el químico finlandés Johan Gadolin en 1791.
El propio Liebig atribuyó erróneamente el diseño a un farmacéutico alemán Johann Friedrich August Göttling que había realizado mejoras en 1794 a partir del diseño de Weigel.
El condensador Liebig es mucho más eficiente que una simple retorta debido a que emplea refrigeración líquida. El agua puede absorber mucho más calor que el mismo volumen de aire, y su circulación constante a través de la camisa de agua exterior mantiene constante la temperatura del condensador. Por lo tanto, en un condensador Liebig se puede condensar un caudal de vapor de entrada mucho mayor que en un condensador por aire o en una retorta.

### Condensador Graham
Un condensador Graham o condensador espiral tiene una bobina espiral que recorre toda la longitud del condensador. Existen dos configuraciones posibles para un condensador Graham. En la primera, poco usada, la espiral conduce el refrigerante, y la condensación se lleva a cabo en el exterior de la espiral. Esta configuración maximiza la capacidad de flujo, ya que los vapores pueden fluir por encima y alrededor de la espiral.
En la segunda configuración, el tubo exterior contiene el refrigerante, y la condensación tiene lugar dentro de la espiral. Esta configuración maximiza la recogida de condensados, ya que todos los vapores fluyen a través de toda la longitud de la espiral, por lo tanto tienen un contacto prolongado con el líquido refrigerante.

### Condensador Dimroth
Un condensador Dimroth, llamado así por Otto Dimroth, es algo parecido al condensador Graham. Tiene una doble espiral interna para el medio de enfriamiento para que tanto la entrada de refrigerante como la salida estén en la parte superior. Los vapores discurren a través del tubo externo desde abajo hacia arriba. Los condensadores Dimroth son más eficaces que los condensadores de bobina convencional. A menudo se encuentran en evaporadores rotatorios.

### Condensador Allihn
El condensador Allihn o condensador de bulbos o simplemente condensador de reflujo recibe este nombre por Félix Richard Allihn .
El condensador Allihn consiste en un largo tubo de cristal con un camisa de agua que circula por el tubo exterior. Posee una serie de constricciones y abultamientos en el tubo interior que aumentan la superficie sobre la cual los componentes de vapor se pueden condensar. Es ideal para reflujo a escala de laboratorio.
Una vez más, se puede sustituir fácilmente por el modelo recto, teniendo cuidado de introducir el líquido refrigerante en el punto más frío para mantener un gradiente térmico correcto, es decir, por la entrada inferior en este caso.

### Condensador Friedrichs
Un condensador Friedrichs (a veces llamado condensador Friedrich), también conocido como condensador en espiral o serpentín, consiste en una gran espiral interna tipo dedo frío dispuesta dentro de una cápsula cilíndrica de mayor diámetro. El refrigerante fluye a través del tubo interno, en consecuencia, el aumento de los vapores circulantes se pueden condensar sobre el tubo interno, ya que se enfrían. En comparación con un  Graham de dimensión similar, que también incluye una tubo espiral interno, el condensador Friedrich a menudo proporciona una condensación más eficiente porque el condensador Friedrich proporciona una mayor superficie efectiva para la refrigeración. Es decir, los vapores se enfrían no solo por el refrigerante que fluye a través del tubo interno, sino también a través de la pared cilíndrica externa.
El serpentín o condensador en espiral se conoce como condensador Friedrichs porque fue inventado por Fritz Walter Paul Friedrichs, que publicó un diseño para este tipo de condensador en 1912.

## Otros refrigerantes
Aparte del agua, los condensadores pueden ser enfriados por otros fluidos refrigerantes, tales como etanol refrigerado  que puede ser enfriado termostaticamente en una unidad de la bomba de reciclaje. El uso de líquidos distintos del agua permite que el condensador se enfríe por debajo de 0 °C. Esto es necesario si el líquido que se condensa hierve a una temperatura inferior a 0 °C (por ejemplo, el dimetiléter, que hierve a -23,6 °C).
También se pueden usar como refrigerante sólidos (hielo seco) o mezclas (acetona/hielo seco) que pueden ser utilizados en condensadores tipo dedo frío. Al igual que con otros refrigerantes alternativos, estos no permiten enfriar por debajo de 0 °C.

## Galería

Uno de los tipos más simples — el condensador Liebig.
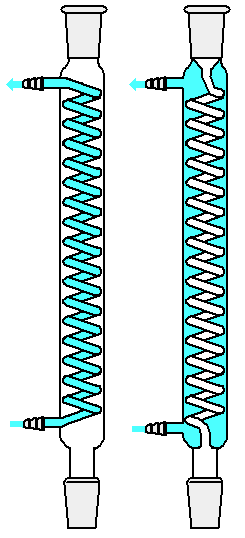
Las dos configuraciones del condensador Graham.
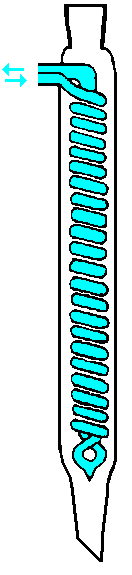
El condensador Dimroth.
El condensador Allihn.
El condensador Friedrich.
Dos condensadores Liebig y un condensador Allihn
El condensador Graham
Dedos fríos